# Izzat Kłyczew
Izzat Nazarowicz Kłyczew (ros. Иззат Назарович Клычев, ur. 10 października 1923 w aule Jalkym w guberni turkmeńskiej obecnie w wilajecie maryjskim w Turkmenistanie, zm. 12 stycznia 2006 w Aszchabadzie) – radziecki i turkmeński malarz.

## Życiorys
Urodził się w rodzinie turkmeńskiego mułły. Wcześnie stracił rodziców, wychowywał się w rodzinie starszego brata. Od dzieciństwa pasjonował się rysowaniem, od 1938 uczył się przy szkole-internacie przy Szkole Artystycznej w Aszchabadzie, a od 1940 w tej szkole artystycznej. W maju 1942 został powołany do Armii Czerwonej, od stycznia 1943 uczestniczył w wojnie z Niemcami, walczył na Froncie Woroneskim, od sierpnia 1943 Stepowym, od stycznia 1944 4 Ukraińskim, a od kwietnia 1944 1 Białoruskim. Jako czerwonoarmista i jefrejtor (kapral) brał udział w walkach w składzie 140 samodzielnym pułku łączności i 1356 kompanii łączności 69 Armii, uczestnicząc w operacji charkowskiej, bitwie o Dniepr, operacji białoruskiej, wiślańsko-odrzańskiej i berlińskiej. 17 września 1943 został lekko ranny. Wykazywał się męstwem i odwagą, był odznaczony dwoma bojowymi orderami. W 1947 został zdemobilizowany, udał się do Leningradu, by studiować w Leningradzkim Instytucie Malarstwa, Rzeźby i Architektury im. Riepina, który ukończył w 1953 tworząc pracę dyplomową Na pustyni Kara-Kum. Od 1953 wykładał w Turkmeńskiej Szkole Sztuk Pięknych im. Rustawelego w Aszchabadzie, jednocześnie od 1954 do 1958 był aspirantem w warsztacie A. Gierasimowa w Moskwie. Mieszkał i pracował w Aszchabadzie, wiele obrazów stworzył w stylu socrealistycznym, malując m.in. portrety kołchoźników i innych ludzi radzieckich. Od 1949 do 1991 był członkiem WKP(b)/KPZR. Trzykrotnie był przewodniczącym Zarządu Związku Artystów Turkmeńskiej SRR (1962-1965, 1970-1975 i 1982-1992). W latach 1974–1989 pełnił mandat deputowanego do Rady Najwyższej ZSRR od 9 do 11 kadencji, od 1953 należał do Związku Artystów ZSRR, od 1962 wchodził w skład Komitetu ds. Nagród Leninowskich i Państwowych przy Radzie Ministrów ZSRR. W 1979 został przewodniczącym Turkmeńskiego Republikańskiego Komitetu Obrońców Pokoju.

## Odznaczenia i nagrody
- Medal Sierp i Młot Bohatera Pracy Socjalistycznej (8 października 1983)
- Order Lenina (8 października 1983)
- Nagroda Państwowa ZSRR (1967)
- Ludowy Artysta ZSRR (1973)
- Ludowy Artysta Turkmeńskiej SRR (1964)
- Zasłużony Działacz Sztuk Turkmeńskiej SRR (1963)
- Order Czerwonego Sztandaru Pracy (28 października 1955)
- Order Wojny Ojczyźnianej II klasy (dwukrotnie, 28 listopada 1944 i 11 marca 1985)
- Order Czerwonej Gwiazdy (1 czerwca 1945)
- Order Przyjaźni (Rosja) (28 listopada 2003)
- Medal za Odwagę (1 października 1943)
- Medal „Za wyzwolenie Warszawy”
- Medal „Za zdobycie Berlina”